# Vertakte leeuwentand
Vertakte leeuwentand of herfstleeuwentand (Scorzoneroides autumnalis, synoniem: Leontodon autumnalis) is een meerjarige plant uit de composietenfamilie (Compositae of Asteraceae).

## Beschrijving
De bladeren vormen een rozet. Ze zijn langwerpig, bochtig getand of veerdelig, licht behaard of kaal.
De stengels zijn vertakt, onbehaard, en hebben melksap. Vaak is de stengel naar boven toe geschubd.
De bloemen zijn geel. Er zijn enkel lintbloemen aanwezig. Het bloemhoofdje heeft een doorsnede van 1 tot 3,5 cm. Het hoofdje bevindt zich op een vertakte stengel die dun en bovenaan hol is. De omwindselblaadjes zijn kelkachtig en onbehaard. Een opvallend kenmerk van de soort is dat de buitenste blaadjes van het hoofdje vaak aan de onderzijde roodgestreept zijn.

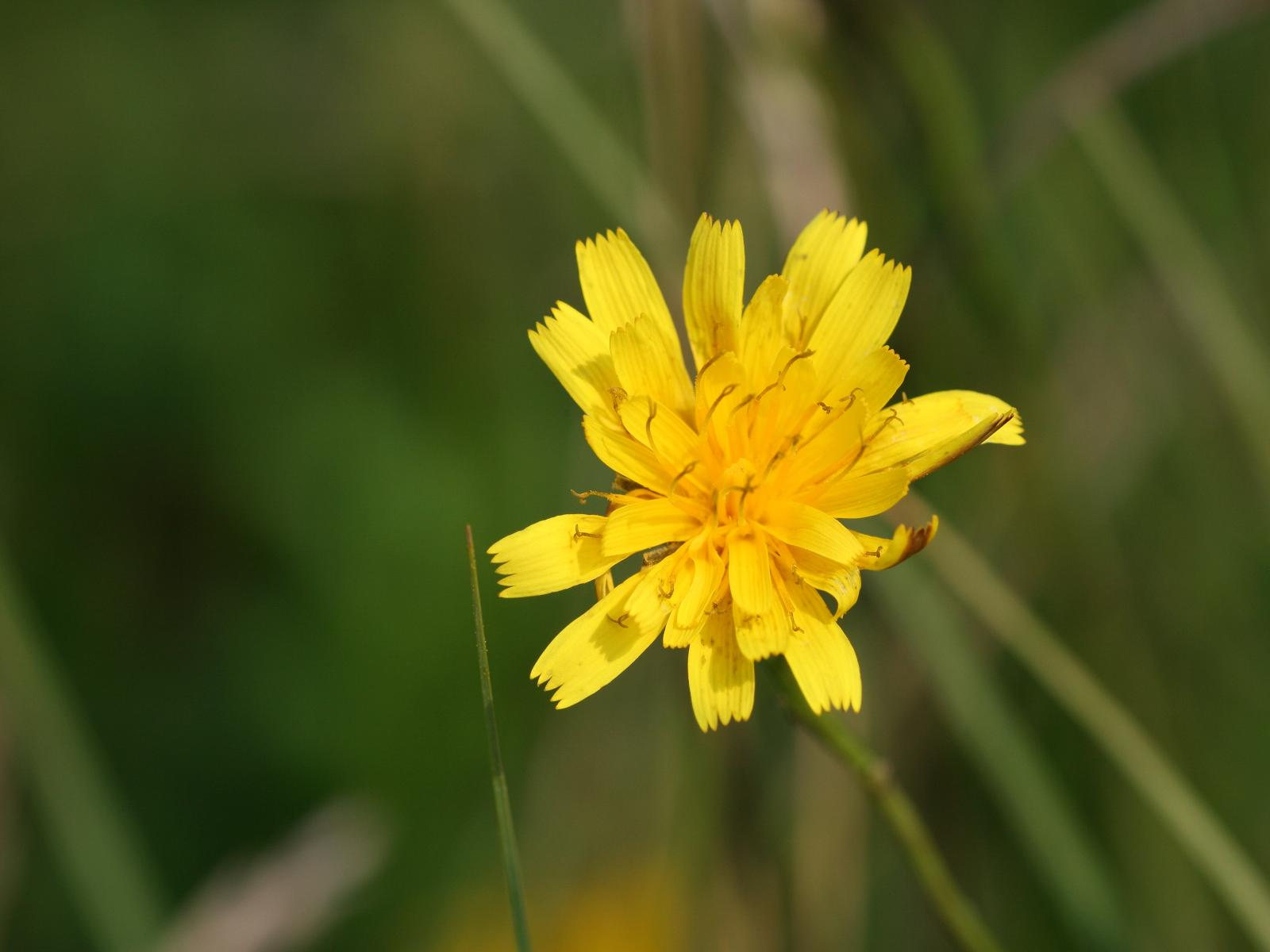
Bloemhoofdje

De soort bloeit van juni of juli tot oktober. De vrucht van de vertakte leeuwentand is een nootje met een haarkroon.

## Standplaatsen
Vertakte leeuwentand is te vinden op open grazige plaatsen op vochtige, voedselrijke en soms brakke grond.